# Seznam odrůd rybízu
Seznam odrůd rybízu je ovocnářským souhrnem pěstovaných jedlých kultivarů některých druhů rodu meruzalka neboli rybíz (Ribes).  Červenoplodé a běloplodé kultivary pocházejí z botanického druhu Ribes rubrum a černoplodé z Ribes nigrum. Kultivar Josta není považována za „rybíz“, ačkoliv jde o mezidruhového křížence v rámci rodu, a je ovocnářsky řazen mezi angrešty a je uveden na seznamu odrůd angreštu. 
Červený rybíz
- Detvan (rybíz)
- Expres (rybíz)
- Heinemanův pozdní
- Holandský červený
- Hron (rybíz)
- Jonkheer Van Tets
- Junifer
- Karlštejnský dlouhohrozen
- Korál (rybíz)
- Kozolupský raný
- Losan (rybíz)
- Maraton (rybíz)
- Red lake (rybíz)
- Rekord (rybíz)
- Rondom
- Rovada
- Rubigo
- Tatran (rybíz)
- Trent (rybíz)
- Vitan

Bílý rybíz
- Blanka (rybíz)
- Dominika (rybíz)
- Gerlach (rybíz)
- Jantar (rybíz)
- Olin (rybíz)
- Orion (rybíz)
- Primus (rybíz)
- Viktoria (rybíz)
- Versailleský bílý

Černý rybíz 
- Ben Connan (rybíz)
- Ben Finlay (rybíz)
- Ben Gairn (rybíz)
- Ben Hope (rybíz)
- Ben Lomond (rybíz)
- Ben Tirran (rybíz)
- Big Ben (rybíz)
- Ceres (rybíz)
- Démon (rybíz)
- Eva (rybíz)
- Favorit (rybíz)
- Fertödi I (rybíz)
- Focus (rybíz)
- Gofert
- Katka (rybíz)
- Moravia (rybíz)
- Nigra (rybíz)
- Öjebyn
- Onyx (rybíz)
- Ores
- Otelo (Othello)
- Poezia
- Polares
- Roodknop
- Ruben (rybíz)
- Silvergieter
- Tiben
- Tihope
- Tisel
- Titania (rybíz)
- Triton (rybíz)
- Vebus
- Viola (rybíz)
- Zuzka (rybíz)

## Povolené odrůdy
V České republice je povoleno uvádět do oběhu pouze odrůdy, které jsou v té době zaregistrovány ve Státní odrůdové knize. K 15. 6. 2022 bylo zaregistrováno 8 odrůd bílého rybízu, 11 odrůd černého rybízu a 15 odrůd červeného rybízu.

### Odrůdy s úředním popisem:[1]
bílý:

Jantar

Orion
černý:

Focus

Titania
červený:

Holandský červený

Korál

Kozolupský raný

Losan

Rubigo

Trent

Vitan

### Odrůdy s úředně schváleným popisem:[1]
bílý:

Holandský bílý (synonyma: Blanche de Hollande, Holländische Weisse, White Dutch)

Holandský růžový (Blassrote Englische, Couleur de Chair, Hollandische Rosenrote)

Šampaňský bílý (Champagner)

Třešňový bílý (Grosse weisse Kirch, Weisse Kirch Johannisbeere)

Viktoria

White Grape
černý:

Costwold cross

Démon

Fertödi I.

Karlštejnský dlouhohrozen

Moravia

Nigra

Onyx

Otelo

Viola
červený:

Karlštejnský červený

Kavkazský červený (Groseillier de Caucase, Kaukasische rote, Ruhm von Haarlem)

Losinský pozdní

Rolan

Slovakia

Šampaňský růžový (Champagne Pink, Rose de Champagne)

Versailleský červený (Rote Versailler, Versailler)

Vierlandenský (Erstling, Prvenec, Vierländer Rote)